# Damoxène
Damoxène (en grec ancien Δαμοξένος) est un poète comique grec du IIIe siècle av. J.-C. Composant à Athènes, mais probablement métèque, il est l'un des représentants de la Nouvelle comédie.
Athénée a conservé 70 vers d'une de ses pièces intitulée Les Syntrophes (Συντρόφοις : Les Partenaires) dans laquelle un cuisinier se proclame disciple d'Epicure, et quelques-uns de deux autres pièces, l'une intitulée Celui qui porte son propre deuil, l'autre restée anonyme.

## Édition des fragments
- Kassel R., Austin C., Poetae comici graeci, T5, Walter de Gruyter, 1986, p. 1-6
- Kock T., Comicorum atticorum fragmenta, T3, Teubner, 1888, p.348-353 [lire en ligne]